# راسيل فورد
راسيل فورد (بالإنجليزية: Russ Ford)‏ هو لاعب كرة قاعدة أمريكي، ولد في 25 أبريل 1883 في براندون في كندا، وتوفي في 24 يناير 1960 في روكنغهام في الولايات المتحدة.

## وصلات خارجية
- راسيل فورد على موقعبيزبول رفرنس.كوم (الدوري الرئيسي) (الإنجليزية)
- راسيل فورد على موقع جمعية أبحاث البيسبول الأمريكية (الإنجليزية)
- راسيل فورد على موقع قاعة مانيتوبا للمشاهير الرياضية (الإنجليزية)